# Carlsson C25
Der Carlsson C25 ist ein auf dem Mercedes-Benz SL 65 AMG (R 230) basierender luxuriöser Supersportwagen des deutschen Fahrzeugtuning-Unternehmens und Automobilherstellers Carlsson.

## Überblick
Der Carlsson C25 ist als zweisitziger Gran Turismo konzipiert. Das Fahrzeug wurde der Öffentlichkeit erstmals auf dem Genfer Auto-Salon 2010 präsentiert und ist auf 25 Stück limitiert. Um höchste Exklusivität zu wahren, möchte Carlsson nur maximal ein Exemplar pro Land verkaufen. Für das Design des C25 zeichnet der unter dem Künstlernamen DeLusi bekannte Designer Rolf Schepp verantwortlich. Dessen Zusammenarbeit mit Carlsson geht auf das Jahr 1995 zurück und wurde ab 2007 weiter intensiviert. Seit 2009 ist Schepp Chefdesigner des Mercedes-Benz-Veredelers.

## Entwicklung
Der C25 stellt das erste selbst entwickelte Komplettfahrzeug von Carlsson dar. Mit diesem Projekt möchte die Automobilmanufaktur ihre Kompetenzen unter Beweis stellen und laut eigenen Angaben ein exklusives Fahrzeug mit extremen Fahrleistungen bei gleichzeitig umfassender Alltagstauglichkeit bieten. Erreicht wird dies vor allem durch das Carlsson-Fahrwerk C-Tronic SUSPENSION, das die Abstimmung kontinuierlich je nach Fahrweise und Fahrbahnbeschaffenheit anpasst. Ursprünglich war auch ein viersitziger Shooting Brake im Gespräch gewesen, der jedoch aufgrund mangelnden Interesses vonseiten potenzieller Kunden nicht umgesetzt wurde.

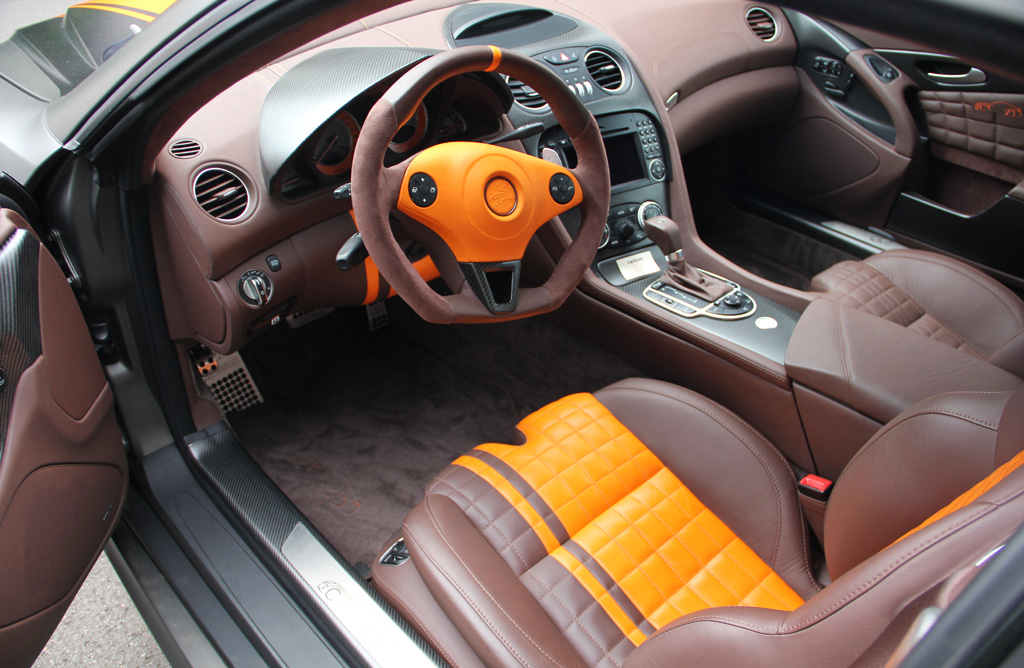
Blick in den Innenraum des Carlsson C25

Nach Angaben von Geschäftsführer Markus Schuster wird die Großserientechnik nicht grundlegend modifiziert, um eine bei Mercedes-Benz-Händlern weltweit mögliche Wartung des C25 sicherzustellen. So werden etwa die Crashpoints an der Fahrzeugfront bewahrt und die Scheinwerfertechnik der Serie übernommen. Das Faltdach des Basisautos Mercedes-Benz SL 65 AMG wird hingegen entfernt und durch ein festes Kohlefaserdach ersetzt. Allein der Aufbau der Basisausstattung nimmt vier bis fünf Monate in Anspruch.
Das Interieur des C25 verfügt über eine dem Fahrer zugeneigte Mittelkonsole und stärker konturierte Sitze. Alcantara, Leder und Carbon sind die bestimmenden Materialien im Innenraum.

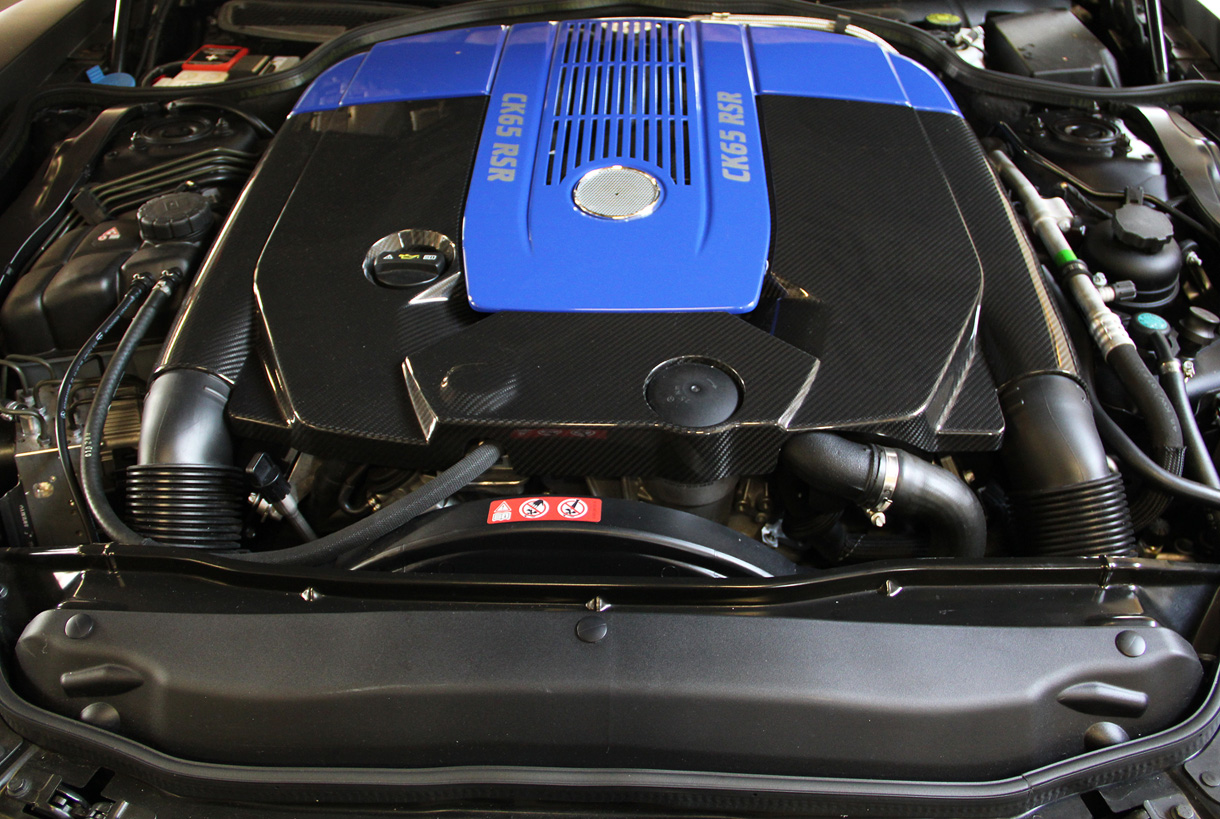
Motorraum des Carlsson C25

## Motor
Der im Basisauto Mercedes-Benz SL 65 AMG (R 230) 612 PS (450 kW) starke V12-Biturbo-Motor leistet im Carlsson C25 753 PS (554 kW), das maximale Drehmoment von 1000 Newtonmetern steigt auf elektronisch begrenzte 1150 Newtonmeter. Erreicht wird dies etwa durch eine neue Sportauspuffanlage aus Edelstahl, eine modifizierte Elektronik sowie Turbolader mit höherem Ladedruck. Der Hubraum des Motors bleibt gegenüber dem Basisauto unverändert bei sechs Litern.

## Fahrleistungen
Der Carlsson C25 beschleunigt von 0 auf 100 km/h in 3,7 Sekunden und von 0 auf 200 in 10,6 Sekunden. Er erreicht eine Höchstgeschwindigkeit von 352 km/h.

## Weitere technische Daten

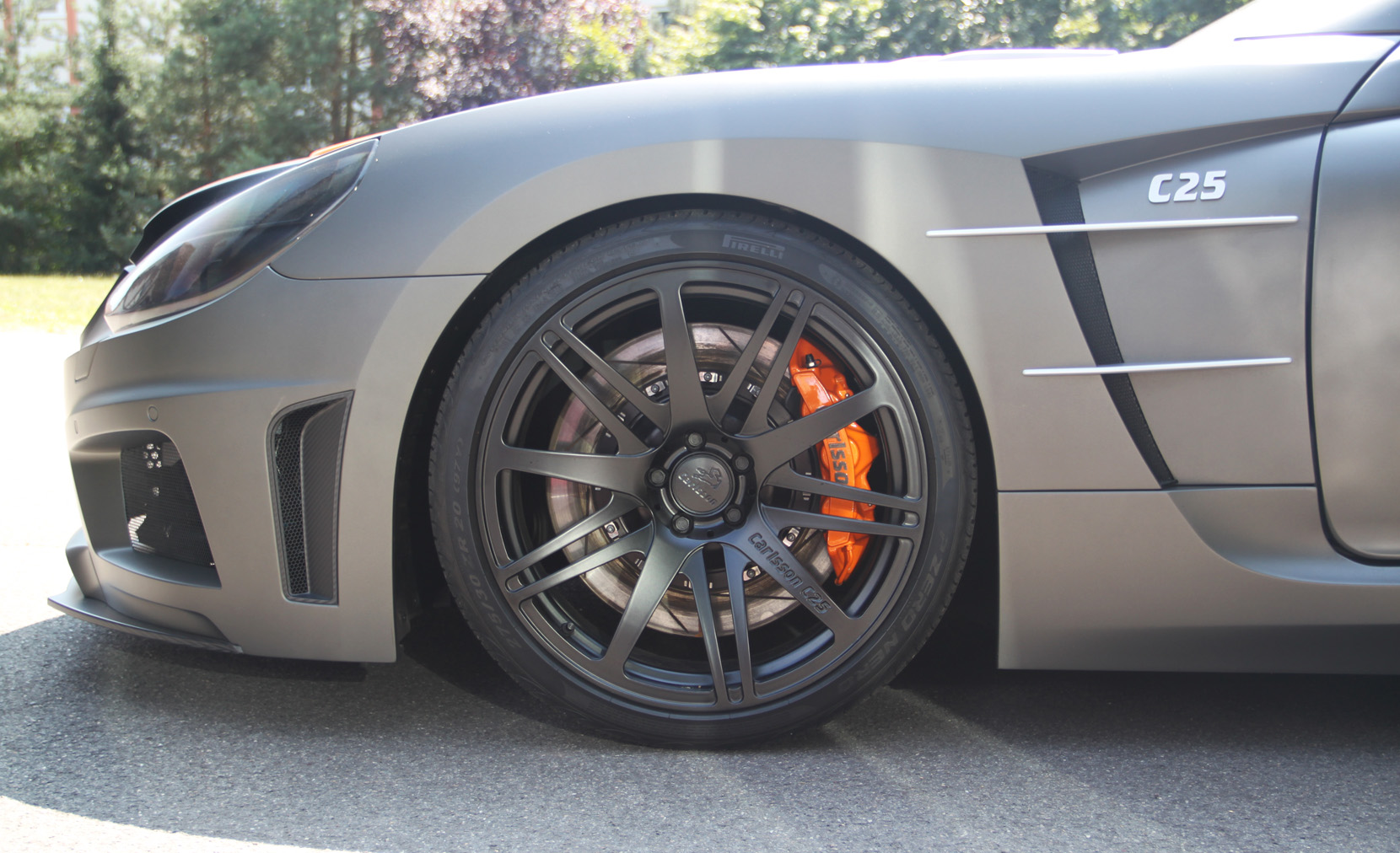
Das geschmiedete Carlsson-Leichtmetallrad 1/10 UL des C25, dahinter die massive Bremsanlage

| Carlsson C25                | Carlsson C25                                |
| --------------------------- | ------------------------------------------- |
| Einbaulage des Motors:      | vorn längs                                  |
| Ventile:                    | 3 pro Zylinder                              |
| Nockenwellen:               | 2                                           |
| Antriebsart:                | Hinterrad                                   |
| Getriebe:                   | 5-Stufen-Automatik                          |
| Leistungsgewicht:           | 2,6 kg pro PS                               |
| Bremsen vorne:              | 405 mm/innenbelüftet und geschlitzt         |
| Bremsen hinten:             | 380 mm/innenbelüftet und geschlitzt         |
| Radgröße vorne – hinten:    | 9,5 × 20 – 12 × 20 Zoll                     |
| Reifengröße vorne – hinten: | 275/30 R 20 – 325/25 R 20                   |
| Reifentyp:                  | Dunlop SP Sport Maxx GT                     |
| Tankvolumen:                | 80 Liter                                    |
| Verbrauch auf 100 km:       | 15,5 Liter Super Plus                       |
| Preis (ohne Extras):        | 510.510 Euro (inkl. deutscher Umsatzsteuer) |

## C25 Royale
Auf dem Genfer Auto-Salon 2011 präsentierte Carlsson das zweite Exemplar des C25, das den Namenszusatz Royale trägt. Dieses verfügt über eine komplett aus Sichtcarbon gefertigte Karosserie und bietet dieselben Fahrleistungen wie der C25. Der C25 Royale wiegt 180 Kilogramm weniger als das Basisauto Mercedes-Benz SL 65 AMG. Die Optionsliste umfasst unter anderem ein Exterieur aus 24-karätigem Gold und einen Smart Fortwo in einem dem Royale entsprechenden Design.

## Galerie

Carlsson C25
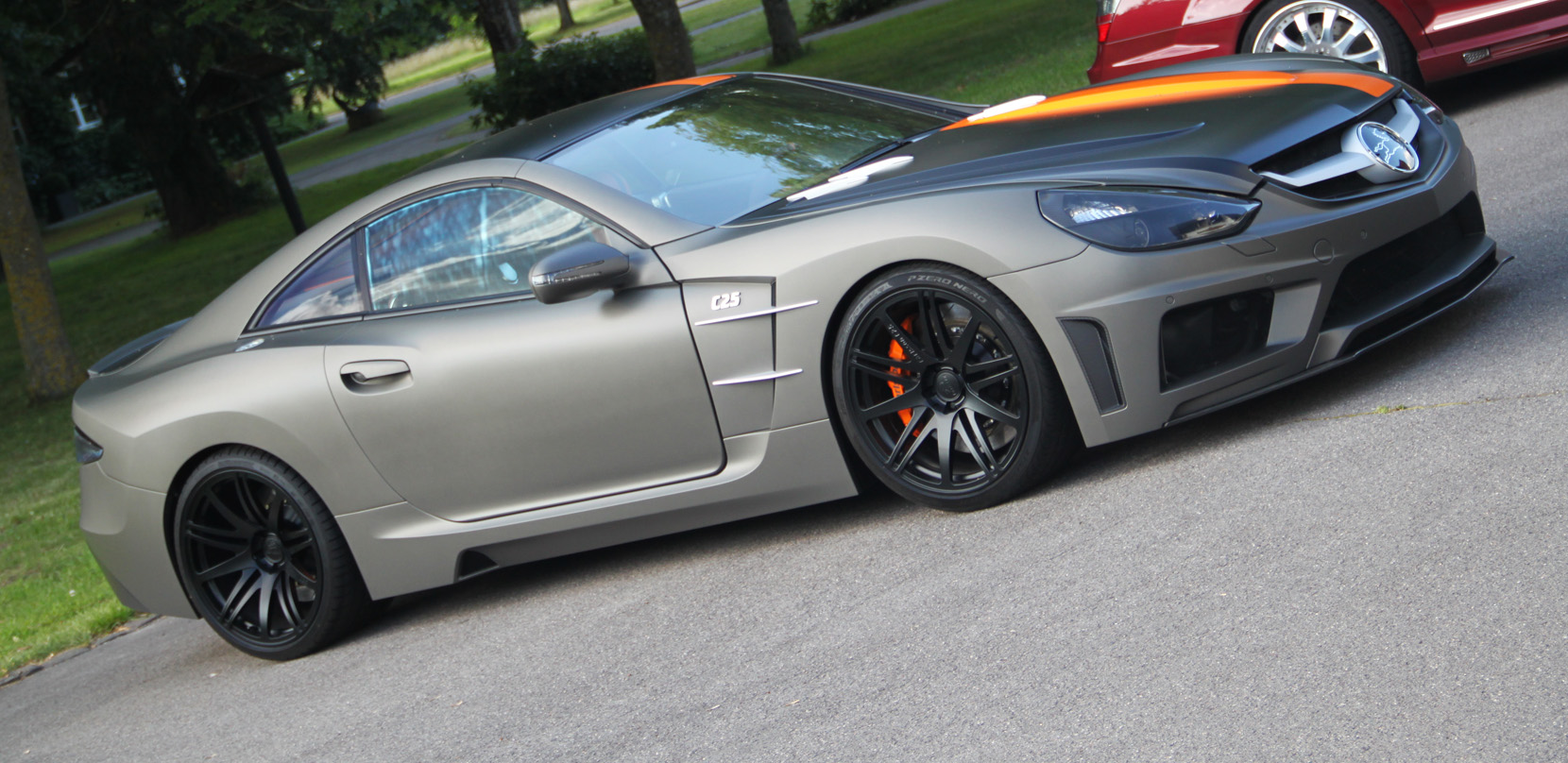
Frontansicht des Carlsson C25 auf Gut Wiesenhof
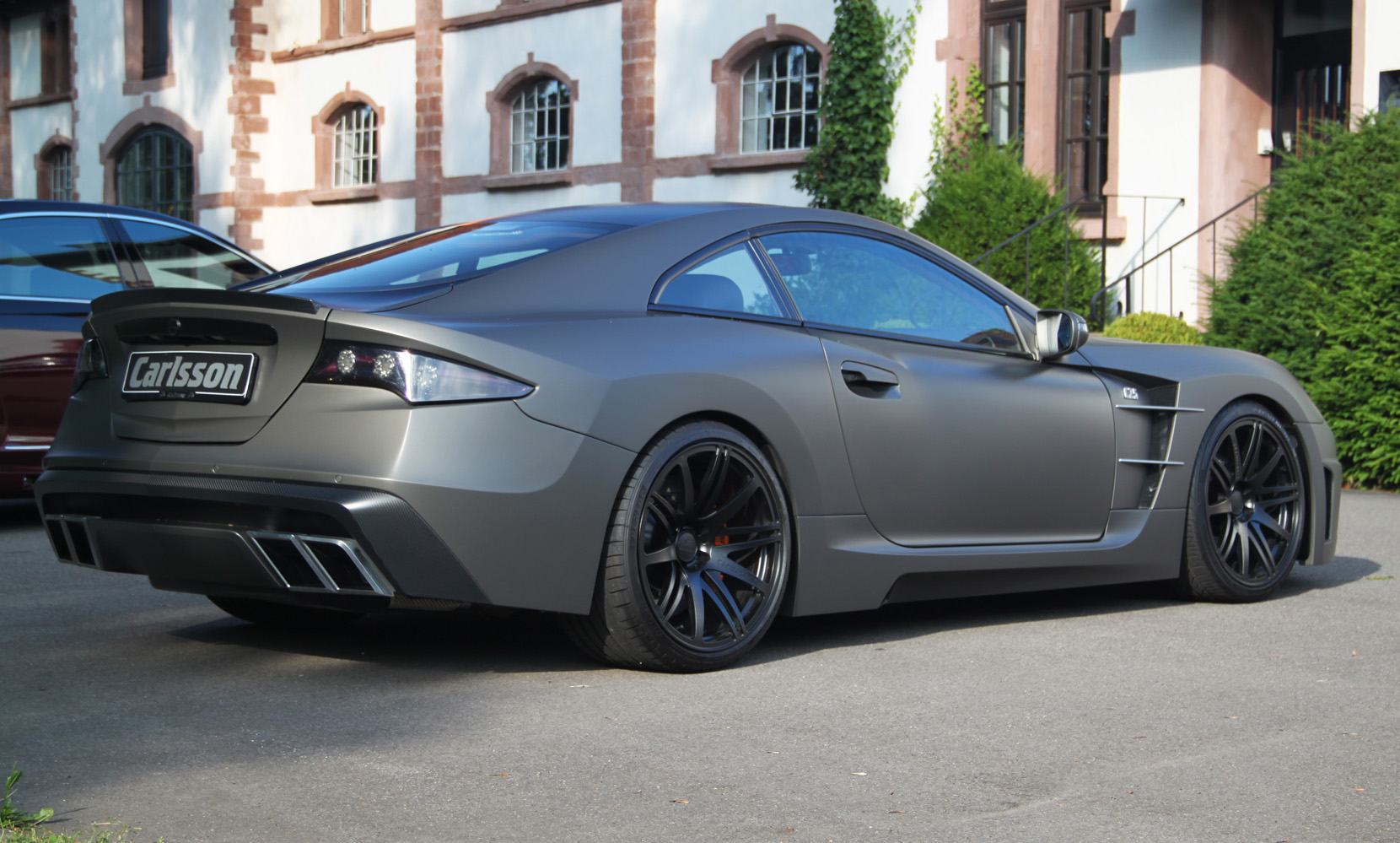
Heckansicht des Carlsson C25 auf Gut Wiesenhof
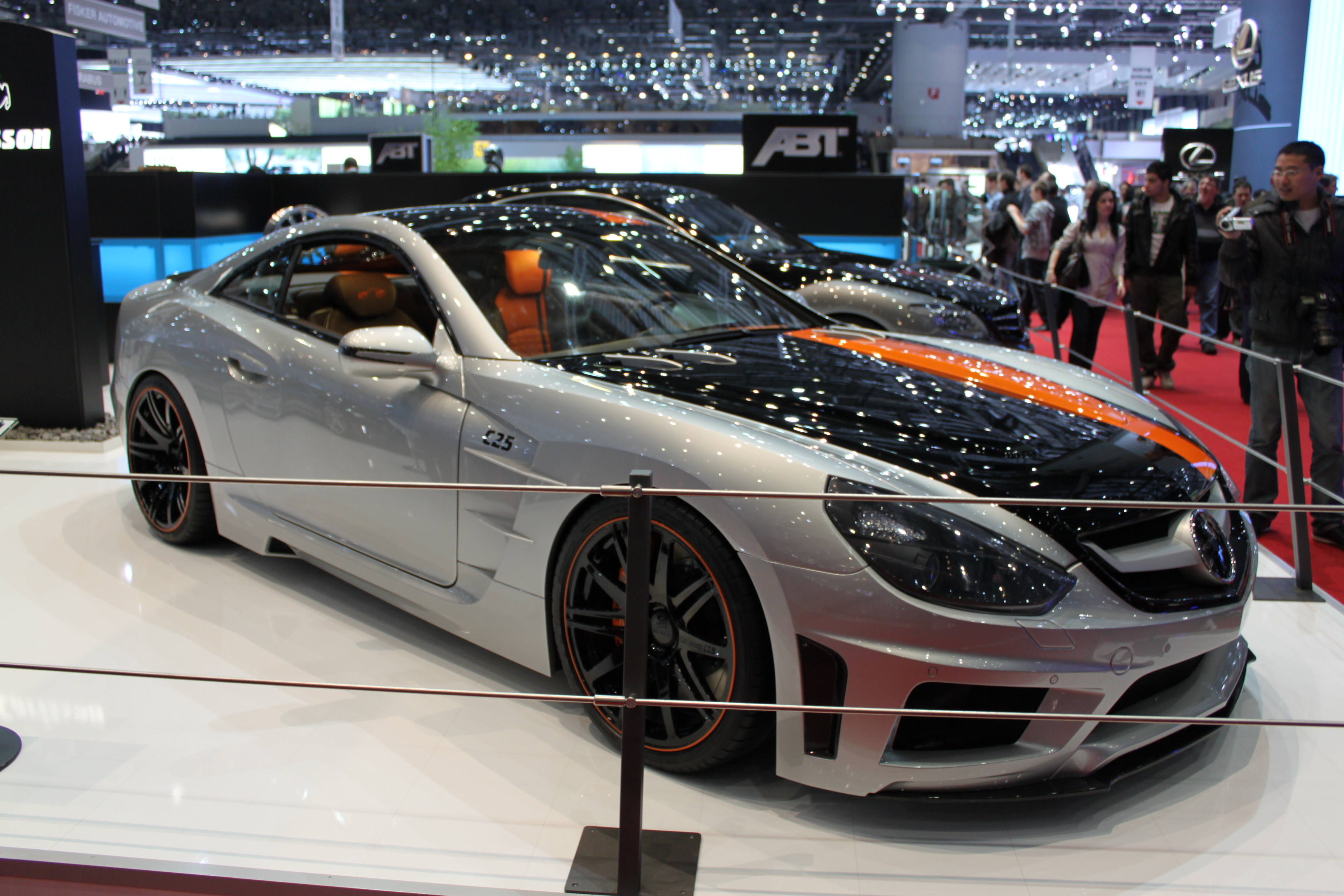
Der Carlsson C25 auf dem Genfer Auto-Salon 2010